# Edmund Hillary
Sir Edmund Percival Hillary (født 20. juli 1919, død 11. januar 2008) var en bjergbestiger, eventyrer og opdagelsesrejsende fra New Zealand. Edmund Hillary var – sammen med sin bjergbestiger-kollega, sherpaen Tenzing Norgay – de første til at bestige Mount Everest. De nåede toppen af Mount Everest 29. maj 1953.
Edmund Hillary deltog i en lang række ekspeditioner, og han besteg i alt ti andre toppe i Himalaya i 1950'erne og 1960'erne. I 1958 deltog han i en ekspedition til Sydpolen, og han var i 1977 med på en ekspedition fra Ganges' udmunding til dens udspring.
Han har i mange år været aktiv inden for velgørenhed og støttet en lang række udviklingsaktiviteter, specielt i relation til sherpa-folket i Khumbu-området i Nepal. Han grundlagde NGO-organisationen Himalayan Trust, som bl.a. har stået for opbygning af nogle skoler i Khumbu.
Hillary opnåede masser af hædersbevisninger, herunder opstilling af en statue ud for hans hjem i New Zealand, der er opstillet så den skuer mod bjerget Mount Cook. I Nepal blev han i 2003 som den første tildelt et æresstatsborgerskab i forbindelse med fejring af 50-års dagen for bestigning af Mount Everest. I 1992 blev han som den første levende person afbildet på en af New Zealands pengesedler, hvilket var med til at bekræfte Hillarys specielle status som den ubetinget mest kendte person fra New Zealand.